# Vendel, Ille-et-Vilaine
Vendel är en kommun i departementet Ille-et-Vilaine i regionen Bretagne i nordvästra Frankrike. Kommunen ligger i kantonen Saint-Aubin-du-Cormier som tillhör arrondissementet Fougères-Vitré. År 2018 hade Vendel 396 invånare.

## Befolkningsutveckling
Antalet invånare i kommunen Vendel
Referens:INSEE